# Mambu
Ne doit pas être confondu avec Mambu (Bafut).
 (juillet 2018).
Si vous disposez d'ouvrages ou d'articles de référence ou si vous connaissez des sites web de qualité traitant du thème abordé ici, merci de compléter l'article en donnant les références utiles à sa vérifiabilité et en les liant à la section « Notes et références ».
Mambu veut dire fête, festival, affaire, soirée et événement en kikongo et kiswahili.
Il existe plusieurs Mambu :
- Mambu Wa Shomari.
- Mambu Wa Nda Dia.